# Abakaliki
Abakaliki är en stad i sydöstra Nigeria. Den är administrativ huvudort för delstaten Ebonyi och hade ungefär 198 100 invånare år 2016. Större delen av stadens befolkning tillhör igbofolket.
Abakaliki ligger där vägarna från Enugu, Afikpo och Ogoja korsas och är en betydande handelsplats för jordbruksprodukter såsom jams, cassava, ris, palmolja och korn.